# 釋道原
釋道原（？—？），或稱道原，北宋僧人，雲門宗的代表人物之一。編纂《景德傳燈錄》，成書於宋真宗景德元年（1004年），共三十卷。

## 生平
史料記載不多，確切的生卒年已不可考。曾經住在鎮州（今河北正定）的大悲寺，因此也被稱為「鎮州大悲和尚」。是雲門宗的僧人，屬於雲門文偃的法嗣相承。